# Tour della nazionale maschile di rugby a 15 della Scozia 2010
Tra le due edizioni della Coppa del Mondo di rugby del 2007 e del 2011, la nazionale scozzese di rugby a 15 si è recata alcune volte in tour nel mese di giugno. Tali tour offrono occasioni per sperimentare nuovi giocatori in vista degli impegni ufficiali, ma sono anche momenti in cui si rivivono sfide tradizionali, come gli incontri tra Scozia ed Argentina. I "Pumas" sono le vere "bestie nere" per gli scozzesi.
Trionfale tour in Argentina per gli "Highlanders". Due successi meritati contro una squadra argentina in profondo e difficile rinnovamento. Mentre nel primo match è determinante il piede di Dan Parks, nel secondo fa la differenza una meta di Jim Hamilton.
È la prima volta che la Scozia si aggiudica il successo in una serie di test oltreoceano.

## Risultati
| Arbitro: | Dave Pearson |

|                          |      |                                      |
| 3' Tiesi, 30' Leguizamón | mt   |                                      |
| 12' e 80' F. Contepomi   | c.p. | 6', 23', 39', 52', 68' e 80'+2 Parks |
|                          | drop | 40' e 75' Parks                      |

| Arbitro: | Christophe Berdos |

|                                                  |      |                 |
|                                                  | mt   | 2' Hamilton     |
|                                                  | tr   | 2' Parks        |
| 13' e 19' F. Contepomi, 59' Rodríguez Gurruchaga | c.p. | 24' e 73' Parks |